# Lusitanska kyrkan
Lusitanska kyrkan (portugisiska Igreja Lusitana Católica Apostólica Evangélica) är den anglikanska kyrkan i Portugal.
Första Vatikankonciliet promulgerade dogmen om påvens ofelbarhet, vilket innebär att denne är ofelbar när han uttalar sig ex cathedra och å hela kyrkans vägnar. I Väst- och Centraleuropa ledde detta till framväxten av gammalkatolska kyrkor bland de katoliker som inte accepterade den nya dogmen. I Portugal var utvecklingen annorlunda. Med hjälp från den Amerikanska episkopalkyrkan organiserades 1880 en anglikansk kyrka i Portugal, den Lusitanska kyrkan.